# Julian Gardner
Pour les articles homonymes, voir Gardner.
Pas d'image ? Cliquez ici

a Compétitions nationales et continentales officielles uniquement.

b Matchs officiels uniquement.
Dernière mise à jour le 25 juillet 2025.
Julian Gardner, né le 12 mai 1964 à Brisbane, est un joueur de rugby à XV australien qui a évolué comme troisième ligne aile pour l'équipe d'Australie et l'équipe d'Italie, puisqu'il est d'origine italienne et que le règlement à l'époque le permet. Après sa carrière de joueur, il devient entraîneur.

## Biographie
Julian Gardner honore sa première cape internationale le 7 novembre 1987 pour l'équipe d'Australie de rugby à XV contre l'Argentine, pour une défaite 27-19 à Buenos Aires. Il joue quatre matchs de novembre 1987 à novembre 1988 avec les Wallabies. Il rejoint l'Italie en 1991 pour évoluer à Rovigo, devient Italien car il est descendant d'Italiens, et en 1992 il répond à la convocation du technicien Bertrand Fourcade. Il a honoré sa première cape internationale le 1er octobre 1992 pour l'équipe d'Italie de rugby à XV contre la Roumanie, pour une victoire 22-3 à Rome. En 1994 il signe à Roma Olimpic, il dispute la Coupe du monde de rugby 1995 (3 matchs, 3 comme titulaire). Il est transféré au Benetton Trévise, avec lequel il remporte le championnat d'Italie en 1997. Il joue sa dernière cape internationale le 7 février 1998 pour l'équipe d'Italie contre le pays de Galles, pour une défaite 23-20 à LLanelli. Cette partie fait partie d'une brillante campagne des Italiens contre des nations fortes, ce qui permet d'intégrer le Tournoi. Ainsi, Julian Gardner a participé à la victoire à Grenoble le 22 mars 1997 contre la France, auteur tout frais du grand Chelem.
En 2000-2001 et 2001-2002, il entraîne l'équipe d'Australie de rugby à sept. Puis il a la charge de l'équipe de l'académie des Queensland Reds en 2003 et en 2004. 

## Palmarès en club
- Champion d'Europe : 1997 (Italie)
- Champion d'Italie : 1997 (Trévise)

## Statistiques en équipe nationale

### Avec l'équipe d'Australie
- 4 sélections pour l'Équipe d'Australie de rugby à XV.
- Sélections par année : 1 en 1987, 2 en 1988.

### Avec l'équipe d'Italie
- 21 sélections pour l'Équipe d'Italie de rugby à XV.
- 30 points (4 essais)
- Sélections par année : 2 en 1992, 2 en 1993, 4 en 1994, 5 en 1995, 1 en 1996, 4 en 1997, 2 en 1998.
- Coupe du monde de rugby disputée : 1995 (3 matchs, 3 comme titulaire).